# Vila Closa de la Fuliola
Vila Closa de la Fuliola és una obra de la Fuliola (Urgell) declarada bé cultural d'interès nacional.

## Descripció
El nucli antic de la Fuliola ha conservat la seva disposició de vila closa, amb el portal d'entrada de grans dovelles.

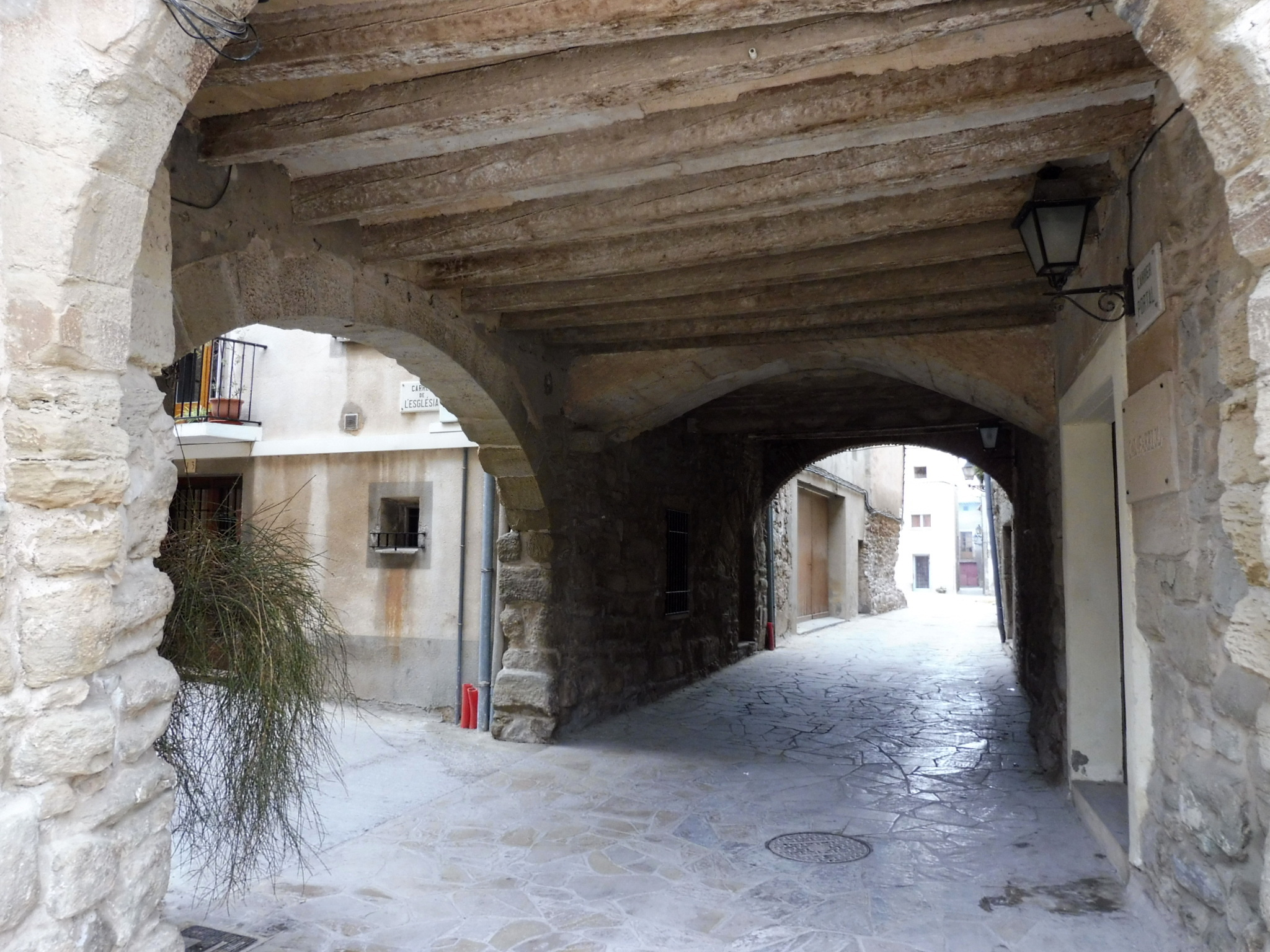
Interior del Portal

Cal Farriol és l'habitatge que tancava la població de la Fuliola quan era una vila closa.
Adopta una forma quadrangular irregular i està dividida en tres plantes que no són visibles exteriorment. El destacable d'aquest habitatge és el seu gran arc de mig punt dovellat que veiem a la part baixa. Era el portal que servia per tancar tot el nucli poblat. Està format per dovelles allargassades i reforçat per un contrafort al costat esquerre que tapa part de l'interessant portal. Això fa pensar que és un element posterior. A la part superior de la casa hi destaquen dues petites obertures allindades.

## Història
La funció del portal era tancar el nucli habitat dels carrers que quedaven fora muralles.